# Lomonosov (kráter na Měsíci)
Lomonosov je měsíční impaktní kráter, který se nachází na jižní polokouli na odvrácené straně Měsíce. Jeho průměr je 90,7 km a hloubka 2,8 km.
Kráter byl pojmenován po Michailu Lomonosovovi Mezinárodní astronomickou unií v roce 1961.

## Popis
Kráter přiléhá k východoseverovýchodnímu okraji většího kráteru Joliot a překrývá jižní okraj kráteru Maxwell. K jižnímu okraji Lomonosova přiléhá menší kráter Edison.
Dno kráteru byla zakryto lávovými proudy, takže zůstalo tmavé; rovný povrch je narušen pouze několika malými kráterky a několika paprskovitými pásy materiálu z kráteru Giordano Bruno. Lávou je však vyplněna pouze nejhlubší část vnitřku a vnitřní stěna lemu zůstává z větší části odkryta. Vnitřní stěna je podél severního okraje, kde Lomonosov překrývá Maxwell, užší. Na vnitřním úpatí stěny jsou patrné sesuvy.

## Galerie

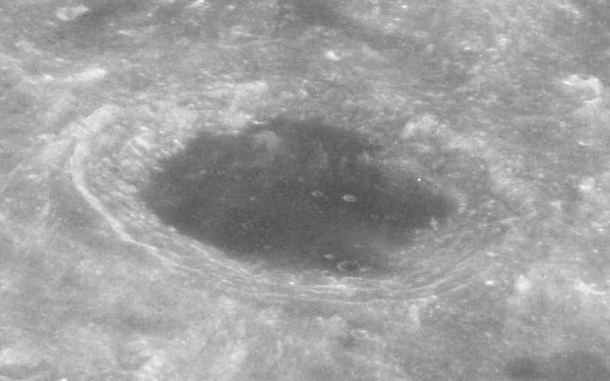
Šikmý pohled z Apolla 8 pod vysokým úhlem slunce zdůrazňujícím tmavé dno kráteru
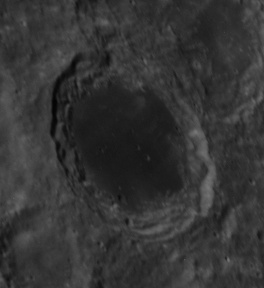
Šikmý pohled kamery Hasselblad z Apolla 14
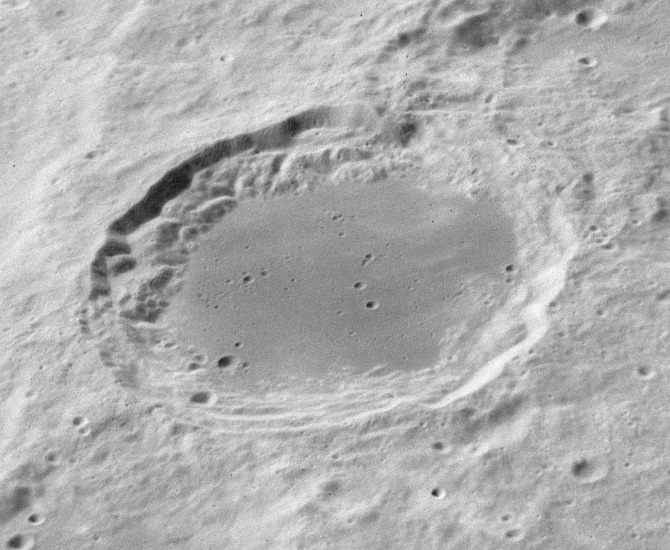
Snímek z Apolla 16
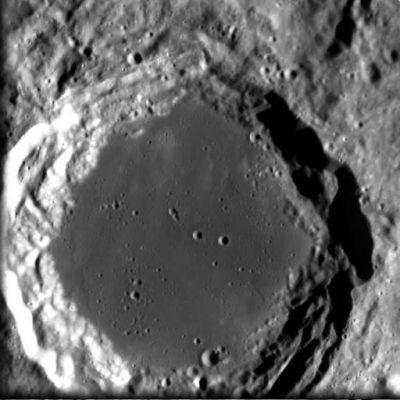
Snímek kráteru sondou SMART-1